# Pine Prairie
Pine Prairie ist ein Village im Evangeline Parish im US-Bundesstaat Louisiana. Das U.S. Census Bureau hat bei der Volkszählung 2020 eine Einwohnerzahl von 1490 ermittelt.

## Geographie
Pine Prairies geographische Koordinaten lauten 30° 47′ N, 92° 25′ W (30,781882, −92,420852). Der Ort liegt am in Nord-Süd-Richtung verlaufenden Louisiana State Highway 13 (dem Veterans Memorial Highway), südlich des von Westen einmündenden Louisiana State Highway 106, der sich weiter nördlich nach Osten fortsetzt.
Nach den Angaben des United States Census Bureaus hat das Village eine Fläche von 3,5 km², wovon 99,26 % auf Land und 0,74 % auf Gewässer entfallen.

## Demographie
Zum Zeitpunkt des United States Census 2000 bewohnten Pine Prairie 1087 Personen. Die Bevölkerungsdichte betrug 313,2 Personen pro km². Es gab 367 Wohneinheiten, durchschnittlich 105,7 pro km². Die Bevölkerung Pine Prairies bestand zu 91,08 % aus Weißen, 7,36 % Schwarzen oder African American, 0 % Native American, 0,09 % Asian, 0,37 % Pacific Islander, 0 % gaben an, anderen Rassen anzugehören und 1,10 % nannten zwei oder mehr Rassen. 1,84 % der Bevölkerung erklärten, Hispanos oder Latinos jeglicher Rasse zu sein.
Die Bewohner Pine Prairies verteilten sich auf 327 Haushalte, von denen in 45,0 % Kinder unter 18 Jahren lebten. 51,7 % der Haushalte stellten Verheiratete, 19,0 % hatten einen weiblichen Haushaltsvorstand ohne Ehemann und 25,7 % bildeten keine Familien. 25,1 % der Haushalte bestanden aus Einzelpersonen und in 10,7 % aller Haushalte lebte jemand im Alter von 65 Jahren oder mehr alleine. Die durchschnittliche Haushaltsgröße betrug 2,64 und die durchschnittliche Familiengröße 3,14 Personen.
Die Bevölkerung verteilte sich auf 27,6 % Minderjährige, 9,8 % 18–24-Jährige, 28,4 % 25–44-Jährige, 15,4 % 45–64-Jährige und 18,9 % im Alter von 65 Jahren oder mehr. Der Median des Alters betrug 35 Jahre. Auf jeweils 100 Frauen entfielen 100,6 Männer. Bei den über 18-Jährigen entfielen auf 100 Frauen 105,5 Männer.
Das mittlere Haushaltseinkommen in Pine Prairie betrug 21.167 US-Dollar und das mittlere Familieneinkommen erreichte die Höhe von 27.292 US-Dollar. Das Durchschnittseinkommen der Männer betrug 32.375 US-Dollar, gegenüber 17.321 US-Dollar bei den Frauen. Das Pro-Kopf-Einkommen belief sich auf 9735 US-Dollar. 29,2 % der Bevölkerung und 24,2 % der Familien hatten ein Einkommen unterhalb der Armutsgrenze, davon waren 33,7 % der Minderjährigen und 22,8 % der Altersgruppe 65 Jahre und mehr betroffen.